# 李世贤

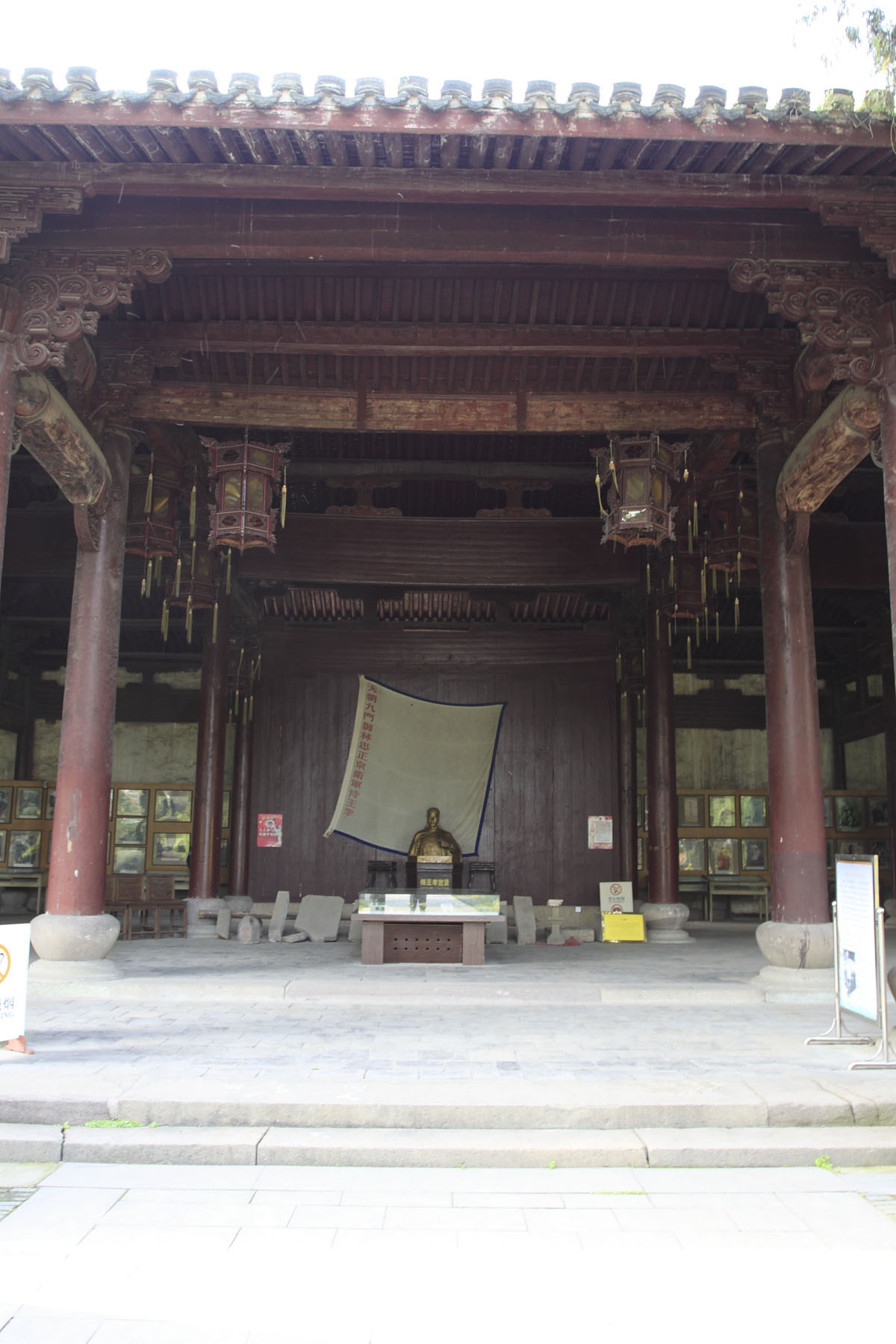
金华太平天国侍王府

李世贤（1834年—1865年），又作李侍贤，广西藤县大黎乡人，太平天国后期重要将领，封“侍王”，在天京失陷後繼續領導部份太平軍反清，1865年被友軍殺害。

## 生平
李世賢是太平天國忠王李秀成的堂弟；1851年（咸丰元年）参加太平军；太平天國經過天京事變及翼王石達開帶兵出走後，人才凋零，“朝中無將，國內無人”；李世賢“少勇剛強”，開始受到重用。
1858年（清咸丰八年），被封為左軍主將。1860年，參與太平军二破江南大营之役后，被封为“侍王”，全称“天朝九门御林军忠正京卫军侍王”，号“雄千岁”；9月，攻克徽州，并与黄文金包围曾国藩于祁门。1861年，在乐平对左宗棠作战失利；后来得到援军，率太平军进军浙江；5月28日攻克金华后，以金华为中心建立太平天国浙江根据地。
1864年初，李世賢因天京一帶缺乏糧食而率軍转战江西。同年天京陷落后，幼天王企圖與李世賢軍會合另謀發展，但李世賢軍當時在廣東，未及會合，幼天王便被清軍俘獲。李世賢转战福建，10月佔領漳州。李世贤把漳州作為根據地，在漳州及附近20几个州县建立政权，整军练武，颁布各种章程。清廷以左宗棠統籌福建軍事，加緊進攻，李世賢軍終於在1865年5月被迫撤出漳州，不久在永定塔山被擊潰，摸黑策马过河，因水流湍急，随从多被溺死。李世賢剃髮匿藏，躲在深山，晝伏夜行，于8月19日到達镇平（今广东蕉岭县），與康王汪海洋會合。汪海洋當時名義上是李世賢屬下，李世贤占据漳州时，曾命汪海洋进据长汀、连城等地，汪海洋却將侍王亲信李元茂等杀害。汪海洋害怕被李世賢治罪，在8月23日殺害李世賢。
李世賢身高1米9，身前戰場上慣用關刀，現存放在漳州博物館供展覽。